# 2 (альбом Мака Демарко)
2  —  перший повноформатний і загалом другий альбом Мака Демарко, після Rock and Roll Night Club. Він був записаний у червні 2012 року та випущений у жовтні 2012 року на лейблі Captured Tracks.

## Список композицій
Автор музики і слів Мак Демарко. 
| #   | Назва                               | Тривалість |
| --- | ----------------------------------- | ---------- |
| 1.  | «Cooking Up Something Good»         | 2:41       |
| 2.  | «Dreamin'»                          | 2:27       |
| 3.  | «Freaking Out the Neighborhood»     | 2:54       |
| 4.  | «Annie»                             | 3:11       |
| 5.  | «Ode to Viceroy»                    | 3:54       |
| 6.  | «Robson Girl»                       | 2:56       |
| 7.  | «The Stars Keep On Calling My Name» | 2:23       |
| 8.  | «My Kind of Woman»                  | 3:11       |
| 9.  | «Boe Zaah»                          | 1:41       |
| 10. | «Sherrill»                          | 2:30       |
| 11. | «Still Together»                    | 3:39       |

## Чарти
| Чарт (2012)                            | Найвища позиція |
| -------------------------------------- | --------------- |
| США Top Heatseekers Albums (Billboard) | 26              |